# Lemuria
Lemuria е името на албум на шведската метъл група Therion. Излиза през 2004 г. заедно със Sirius B.

## Гост-музиканти
- Адам Клеменс – диригент на оркестъра
- Марио Клеменс – диригент на оркестъра и хора
- оркестър и хор на Филхармонията на Прага

### оперни певци
- Анна-Мария Краве – сопран
- Яна Бинова Куцка – сопран
- Каролина Вочадлова – алт
- Улрика Скарби – алт
- Томаш Черни – тенор
- Михаел Шмидбергер – бас

### класически музиканти
- Ютка Томшичкова – обой
- Петра Чермакова – хорна

### други
- Ричърд Евенсаънд – барабани
- Стен расмусен – мелотрон и орган
- Йенс Ниборг – балалайка и домра
- Свен Линдбанд – балалайка
- Кави Бьорквист – балалайка
- Пьотр Ваврзенюк – вокали

## Песни
- 1. Typhon
- 2. Uthark Runa

Three Ships of Berik
- 3. Part 1: Calling to Arms And Fighting Tha Battle
- 4. Part 2: Victory!
- 5. Lemuria
- 6. Quetzalcoatl
- 7. The Dreams of Swedenborg
- 8. An Arrow From The Sun
- 9. Abraxas
- 10. Feur overtüre/Prometheus entfesselt